# Feito pra Acabar
| Críticas profissionais | Críticas profissionais |
| Avaliações da crítica  | Avaliações da crítica  |
| Fonte                  | Avaliação              |
| ---------------------- | ---------------------- |
| Notas Musicais         | [ 1 ]                  |

Feito pra Acabar é o álbum de estreia do cantor e compositor paulista Marcelo Jeneci, lançado em 30 de outubro de 2010 pelo selo Slap da gravadora Som Livre. O álbum é produzido por Alexandre Kassin, e o disco traz treze faixas escritas pelo próprio cantor e com a colaboração de artistas como Arnaldo Antunes, Chico César, Ortinho, entre outros. As músicas contam também com a participação vocal de Laura Lavieri. o álbum foi sucesso de público e crítica, tendo como carro-chefe a faixa Felicidade.

## Lista de faixas
| N.º            | Título                               | Compositor(es)                                         | Duração  |  |
| 1.             | "Felicidade"                         | Marcelo Jeneci Chico César                             | 4:12     |  |
| 2.             | "Jardim do Éden"                     | Jeneci Arnaldo Antunes Betão Aguiar                    | 4:29     |  |
| 3.             | "Copo d'Água"                        | Jeneci Antunes Pedro Baby Chico Salem                  | 4:09     |  |
| 4.             | "Café Com Leite de Rosas"            | Jeneci Ortinho Antunes                                 | 3:01     |  |
| 5.             | "Quarto de Dormir"                   | Jeneci Antunes                                         | 4:49     |  |
| 6.             | "Pra Sonhar"                         | Jeneci                                                 | 4:28     |  |
| 7.             | "Por Que Nós?"                       | Jeneci Luiz Tatit                                      | 5:45     |  |
| 8.             | "Dar-Te-Ei"                          | Jeneci Helder Lopes Veronica Pessoa José Miguel Wisnik | 4:08     |  |
| 9.             | "Longe"                              | Jeneci                                                 | 5:12     |  |
| 10.            | "Tempestade Emocional"               | Jeneci                                                 | 5:44     |  |
| 11.            | "Show de Estrelas"                   | Jeneci                                                 | 3:50     |  |
| 12.            | "Pense Duas Vezes Antes de Esquecer" | Jeneci Ortinho Antunes                                 | 4:44     |  |
| 13.            | "Feito pra Acabar"                   | Jeneci                                                 | 7:25     |  |
| Duração total: | Duração total:                       | Duração total:                                         | 00:58:53 |  |